# بلدة بيشتيغو (ويسكونسن)
بيشتيغو (بالإنجليزية: Peshtigo (town), Wisconsin)‏ هي بلدة تقع بولاية ويسكونسن في الولايات المتحدة. تبلغ مساحتها 467 (كم²)، وترتفع عن سطح البحر 181 م، بلغ عدد سكانها 3819 نسمة في عام 2000 حسب إحصاء مكتب تعداد الولايات المتحدة وتصل الكثافة السكانية فيها 8.2 نسمة/كم2.

## وصلات خارجية
- http://townofpeshtigo.org
- The US50 - Cities and Towns in Wisconsin State
- Wisconsin Cities and Towns, Facts, Map, Flag, Colleges, Government, and More